# ندا خانی یوسف رضا
ندا خانی  زادهٔ (۰۱/آبان/۱۳۶۲ شهرستان ورامین-یوسف رضا) مربی (۱۳۹۶-۱۳۹۷) اسبق تیم ملی کشتی بانوان ایران در رشته آلیش جمهوری اسلامی ایران .
وی سابقه عضویت در تیم ملی در رشته‌های کشتی آلیش ، کبدی ، فوتبال و راگبی دارند .
وی مدرس دانشگاه و دارای مدرک تحصیلی کارشناسی ارشد مدیریت ورزشی است.

## مقالات
- Investigating and Prioritizing Barriers to Participation in Sports for All Activies Among Tehran citizens (بررسی و اولویت بندی موانع حضور در ورزش برای تمامی فعالیت ها در بین شهروندان تهرانی)
- prioritizing and developing guidelines for participation in sports for all activities among Tehran citizens (اولویت‌بندی و تدوین دستورالعمل‌های مشارکت در ورزش برای تمامی فعالیت‌ها در بین شهروندان تهرانی)

## عنوان‌ها و افتخارات
مربی

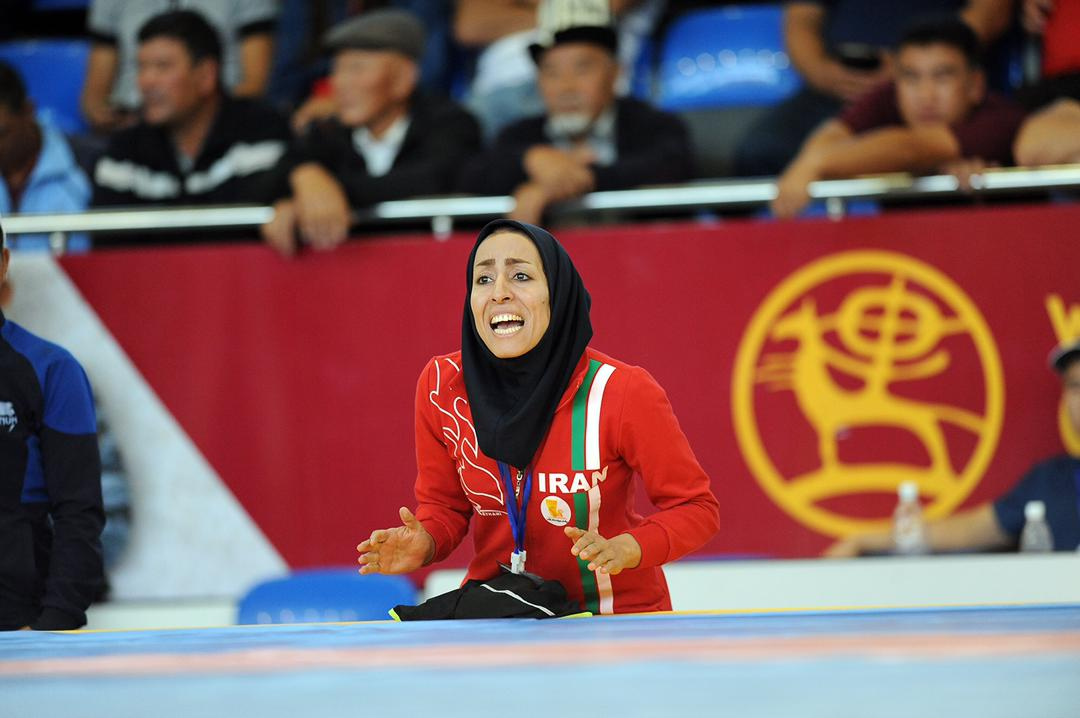

- کسب مقام دوم در مسابقات جهانی رشته کشتی آلیش قرقیزستان ۲۰۱۶

ورزشکار

- کسب مدال نقره در مسابقات جهانی رشته کشتی آلیش روسیه ۲۰۰۵
- کسب مدال نقره در مسابقات آسیایی رشته کبدی(تیمی) هندوستان ۲۰۰۸

سلام وقت بخیر 
- اعزام همراه با تیم ملی راگبی بانوان ایران در مسابقات آسیایی تایلند ۲۰۱۰ و قرار گرفتن تیم ملی در رنکینگ آسیایی۲۰۱۰[۷]
- کسب مدال طلا در مسابقات فستیوال جهانی رشته کشتی آلیش ایران ۲۰۱۰ (تقدیم این مدال به موزه مسجد مقدس جمکران) [۶]
- کسب مدال طلا در مسابقات آسیایی رشته کشتی آلیش قرقیزستان ۲۰۱۰ (تقدیم این مدال به موزه آستان مقدس رضوی)[۸]
- کسب مدال طلا در مسابقات آسیایی رشته کشتی آلیش ایران ۲۰۱۲
- کسب مدال طلا در مسابقات آسیایی رشته کشتی آلیش قرقیزستان ۲۰۱۴ [۱]
- فنی ترین کشتیگیر بانوان ایران در سال ۱۳۸۵
- فنی ترین کشتیگیر بانوان ایران در سال ۱۳۸۶
- فنی ترین کشتیگیر بانوان ایران در سال ۱۳۸۷
- فنی ترین کشتیگیر بانوان ایران در سال ۱۳۸۸
- فنی ترین کشتیگیر بانوان ایران در سال ۱۳۸۹
- فنی ترین کشتیگیر بانوان ایران در سال ۱۳۹۰

## مسئولیت‌ها

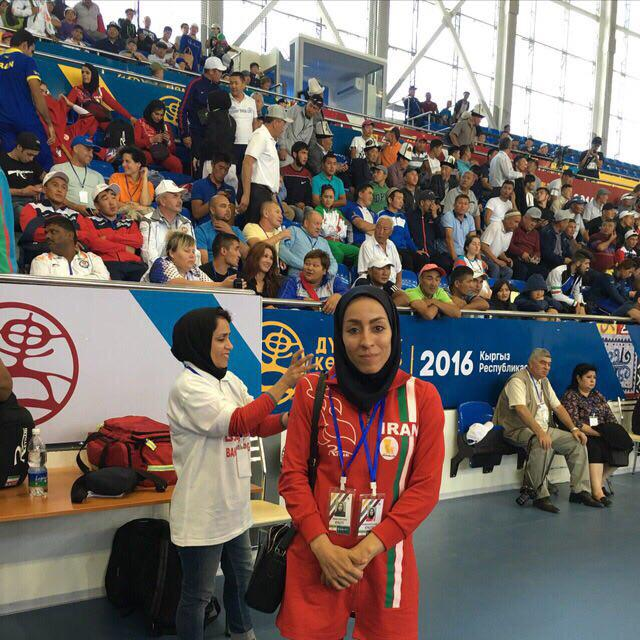

- نائب رئیس هیئت کشتی استان تهران ۱۳۹۵
- مربی تیم ملی بانوان ایران در رشته کشتی آلیش (۱۳۹۷ الی ۱۳۹۶)
- مدرس دانشگاه

## عضویت تیم ملی

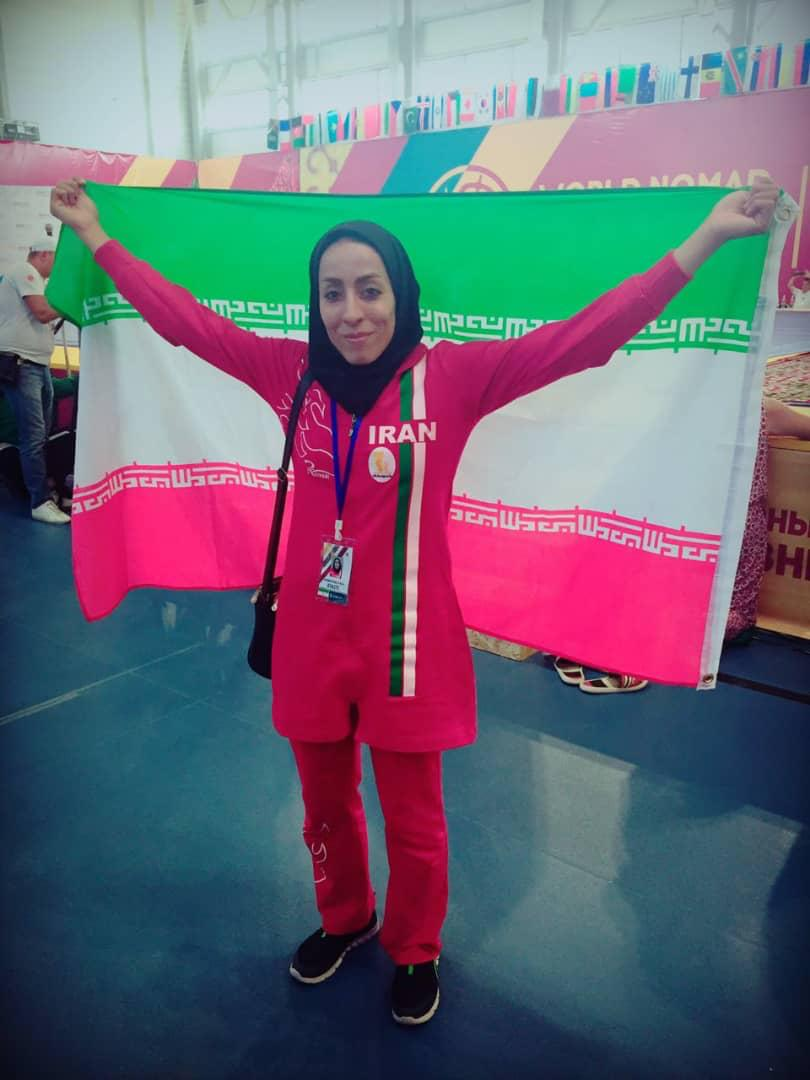

- ۱۲ سال سابقه عضویت تیم ملی کشتی آلیش [۱۰]
- ۲ سال سابقه عضویت تیم ملی کبدی
- ۱ سال سابقه عضویت تیم ملی راگبی
- دعوت شده به اردوی تیم ملی فوتبال بانوان